# Leopold Wilhelm von Kolowrat-Krakowsky

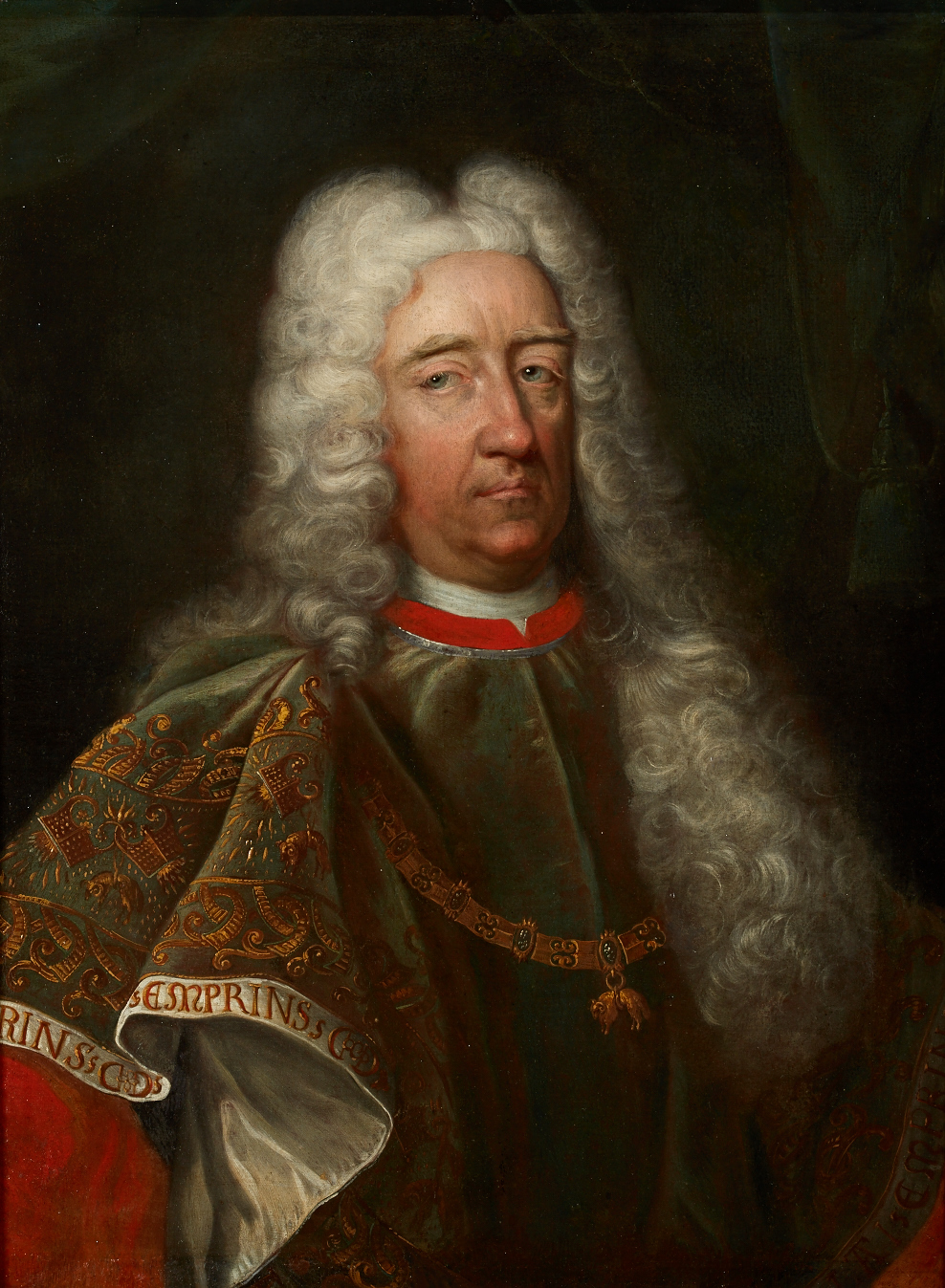
Leopold Wilhelm von Kolowrat-Krakowsky (1727–1809)

Graf Leopold Wilhelm von Kolowrat-Krakowsky (* 31. Dezember 1727 in Prag; † 2. November 1809 in Wien) war österreichischer Minister und oberster Kanzler.

## Herkunft
Seine Eltern waren der Graf Philipp von Kolowrat-Krakowsky (* 26. März 1688; † 28. März 1773) und dessen Ehefrau die Gräfin Maria Barbara von Michna (* 2. September 1709; † 24. Februar 1772).

## Leben
Er entschied sich für den Staatsdienste und diente unter fünf Regenten: Franz I. Stephan, Maria Theresia, Joseph II., Leopold II. und Franz II. Er begann seine Karriere bei der königlich böhmischen Appellationskammer und wurde später zum Beisitzer des größeren Landrechts in Böhmen aufgenommen. Danach war er Assessor bei dem k. k. Landesgubernium in Böhmen, der Kommission für Gewicht und Maß, dann der Militär- und Navigationskommssion und als Präses des städtischen Ökonomie-Oberdirektoriums. Unter Karl I. wurde er am 5. März 1757 zu wirklichen geheimen Rat ernannt. Im Jahr 1767 wurde er Präses der Polizei-, Sicherheits- und alten Kameral-Schulden-Kommissionen, des Armen- und Spinnhauses und des Versatzamtes in Prag. Dazu erhielt er vom Kaiser das Kommandeurkreuzes des königlich ungarischen St. Stefan-Ordens. 
Er war von 1769 bis 1772 königlich-böhmischer und österreichischen Vizekanzler in Wien, dann von 1772 bis 1796 k.k. Hofkämmerer und 1782 bis 1796 oberster österreichischer Kanzler. Ab 1796 dann k.k. Hofkämmerer und Ministerial-Banko-Deputations-Präsident sowie dirigierender Staats- und Konferenzminister in inländischen Geschäften (Innenminister). Er war ein Gegner des Hofkriegsratspräsidenten Grafen Lacy, dieser wollte schlanke Strukturen und das General-Kriegskommissariat auflösen, dessen Aufgaben vom Kriegsrat übernommen werden sollten. Auch bekämpfte er den Plan des Grafen Cobenzl die Innerösterreichischen Steuern abzuschaffen, um den Handel zu fördern. In diesem Fall aber erfolglos, die Kaiserin genehmigte den Plan am 15. Juli 1775. Es gelang Kolowrat aber die Geldflüsse in Österreich zu erfassen und so den Abfluss von Bargeld in die Türkei zu erkennen. Zu den vielen Reformen unter Joseph II. erzählte  am 31. August 1801 auch die Aufhebung des Staatsrats. An seiner Stelle trat ein Staats- und Konferenzministerium als oberste Revisionsstelle für sämtliche Staatsgeschäfte. Es zerfiel in drei Departements (Äußeres, Krieg und Marine, Inneres), deren jedem ein Minister vorstand. Er führte die Geschäfte in den Jahren der französischen Revolution und während der ersten Napoleonischen Kriege. Er war aber zuletzt durch sein Alter gezeichnet und musste am 7. Juni 1808 sein Amt an den Grafen Zinzendorf übergeben. 
Bereits 1782 wurde er mit dem Orden vom Goldenen Vließ (Nr. 805) ausgezeichnet. Außerdem war er Träger des Großkreuzes des St. Stephans-Orden und seit 1809 auch des Leopold-Ordens.
Er hatte am 30. Juni 1783 vom Fürsten Löwenstein-Wertheim die Herrschaften Groß-Wezdorf und Rorbach in Niederösterreich gekauft und war samt seiner Nachkommenschaft am 28. Juli desselben Jahres von den niederösterreichischen Ständen als ein Landesmitglied unter die alten Herrenstandesgeschlechter aufgenommen worden.

## Familie
Kolowrat heiratete am 24. August 1750 in Choustník die Gräfin Marie Terezie del Caretto-Cavriani di Millesimo (* 8. Juni 1729; † 9. Februar 1769). Das Paar hatte mehrere Kinder:
- Maria Anna (* 17. Dezember 1753; † 20. August 1805) ⚭ 1770 Graf Franz von Zichy-Vásonykeö (* 17. Februar 1749; † 17. August 1812)
- Franz Wenzel (1754–1759)
- Marie Josefa (1755–1756)
- Philipp Franz (* 17. April 1756; † 26. Mai 1836) ⚭ 1790 Theresia von Trunkel (* 18. Oktober 1768; † 21. Mai 1819)
- Barbara (1758–1759)
- Jana (1764–1764)
- Theresia (1766–1766)
- Leopold  (1767–1767)
- Leopold (* 9. März 1768; † 31. Oktober 1805) ⚭ Maria Philippine d’Olislager (* 19. April 1768; † 2. April 1837)

Nach dem Tod seiner ersten Frau heiratete er am 13. September 1769 die Gräfin Maria Theresia von Khevenhüller-Metsch (* 4. Januar 1741; † 27. November 1805), Tochter von Johann Joseph von Khevenhüller-Metsch. Das Paar hatte mehrere Kinder:
- Marie Theresia (* 23. Juni 1770; † 21. Mai 1849)

⚭ 1792 Graf Leopold von Podstatsky-Liechtenstein (* 13. August 1763; † 1. Oktober 1813)
⚭ 1814 Graf Johann Karl von Hardegg (* 28. Februar 1783; † 29. Dezember 1839)
- Josef (1771–1775)
- Karl Franz (1774–1774)
- Marie Franziska (* 17. Juni 1775)
- Marie Antonie (* 4. Oktober 1776; † 15/16. Januar 1806)⚭ 1800 Graf Christian Joseph von Oberndorff (* 10. Juli 1762; † 23. Oktober 1809)
- Marie Aloisie (* 20. Januar 1780; † 17. Dezember 1823) ⚭ 1810 Graf Joseph von Herberstein-Moltke (* 13. November 1757; † 31. März 1816)
- Kristian (1781–1781)
- Franz Xaver (* 10. Oktober 1783; † 13. Dezember 1855) ⚭ 1804 Gräfin Julie von Wildenstein-Wildbach (* 8. Dezember 1786; † 17. September 1849)